# Imantocera sumbaensis
Imantocera sumbaensis là một loài bọ cánh cứng trong họ Cerambycidae.